# Heroj ulice
Heroj ulice je tretji studijski album zagrebške rock skupine Prljavo kazalište. Glavni vokal je zaradi odhoda Davorina Bogovića prispeval Jasenko Houra, ki je tudi avtor vseh skladb z albuma. Najbolj znan skladba z albuma je »Heroj ulice«. Producent albuma je bil Tini Varga, album pa je izšel pri založbi Suzy.

## Ozadje
Skupina je po izdaji albuma Crno bijeli svijet začela pripravljati material za album Heroj ulice, pevec Davorin Bogović pa je sredi leta »izginil«. Člani so imeli dogovorjene termine snemanja, Bogovića pa ni bilo. »Založba Suzy je rezervirala studio v Milanu, /.../. A Bogovića ni bilo in nihče ga ni mogel najti. Vadili smo in se dogovarjali za nov termin snemanja, ko smo zvedeli, da je Bogović začel delati kot poštar na Krku. Z Brkićem sva se z njim dogovorila za tretji termin snemanja. /.../ Tako smo odšli na letališče in tretjič v studio. Prepričani smo bili, da bo tokrat vse v redu in da bo Bogović prišel, vendar ga zopet ni bilo. Menedžerju Milanu Škrnjugu sem dejal, da Bogovića ni in da se vračamo domov. Škrnjug pa mi je dejal, da to ne gre tako: 'Star si 21 let in dobro veš kaj si podpisal v pogodbi. Čez 40 dni pridem po trakove.' Poskusil sem ga pregovoriti, da nismo še nič posneli, Škrnjug pa je vztrajal pri svojem,« se je tistega snemanja spominjal Houra. Na albumu je tako sam odpel vse glavne vokale. Med snemanjem sta Hrastek in Fileš dobila poziv za služenje vojaškega roka in ostala sta le Houra in Brkić. Za promocijo albuma se je zato v skupino vrnil Zoran Cvetković.

## Seznam skladb
Avtor vseh skladb je Jasenko Houra.
| A stran | A stran                    | A stran |
| Št.     | Naslov                     | Dolžina |
| ------- | -------------------------- | ------- |
| 1.      | „Široke ulice‟             | 4:36    |
| 2.      | „Djevojke bi‟              | 2:39    |
| 3.      | „Lupam glavom u radio‟     | 2:35    |
| 4.      | „Noćas sam izašao na kišu‟ | 4:04    |

| B stran | B stran               | B stran |
| Št.     | Naslov                | Dolžina |
| ------- | --------------------- | ------- |
| 1.      | „Amerika‟             | 3:48    |
| 2.      | „Sve gradske bitange‟ | 2:55    |
| 3.      | „Djevojka snova‟      | 3:10    |
| 4.      | „Heroj ulice‟         | 4:38    |

## Zasedba

### Prljavo kazalište
- Jasenko Houra – kitara
- Tihomir Fileš – bobni
- Marijan Brkić – solo kitara
- Ninoslav Hrastek – bas kitara
- Davorin Bogović – vokal

### Gostje
- Sjunne Ferger – konge (B1)
- Janne Gustafsson – saksofon
- Miroslav Budanko - Ajzić – tolkala